# Gran Premi de Gran Bretanya del 1953
Resultats del Gran Premi de la Gran Bretanya de Fórmula 1 de la temporada 1953, disputat al circuit de Silverstone el 18 de juliol del 1953.

## Resultats
| Pos | No | Pilot                 | Equip                   | Voltes | Temps/ Retirada          | Pos. de sortida | Punts |
| --- | -- | --------------------- | ----------------------- | ------ | ------------------------ | --------------- | ----- |
| 1   | 5  | Alberto Ascari        | Ferrari                 | 90     | 2h 50' 00. 0             | 1               | 8.5   |
| 2   | 23 | Juan Manuel Fangio    | Maserati                | 90     | + 1,00 min.              | 4               | 6     |
| 3   | 6  | Nino Farina           | Ferrari                 | 88     | + 2 Voltes               | 5               | 4     |
| 4   | 24 | José Froilán González | Maserati                | 88     | + 2 Voltes               | 2               | 3.5   |
| 5   | 8  | Mike Hawthorn         | Ferrari                 | 87     | + 3 Voltes               | 3               | 2     |
| 6   | 25 | Felice Bonetto        | Maserati                | 82     | + 8 Voltes               | 16              |       |
| 7   | 10 | Prince Bira           | Connaught - Lea-Francis | 82     | + 8 Voltes               | 19              |       |
| 8   | 16 | Ken Wharton           | Cooper - Bristol        | 80     | + 10 Voltes              | 11              |       |
| 9   | 20 | Peter Whitehead       | Cooper - Alta           | 79     | + 11 Voltes              | 14              |       |
| 10  | 9  | Louis Rosier          | Ferrari                 | 78     | + 12 Voltes              | 24              |       |
| Ret | 18 | Jimmy Stewart         | Cooper - Bristol        | 79     | Virolla                  | 15              |       |
| Ret | 14 | Tony Rolt             | Connaught - Lea-Francis | 70     | Palier                   | 10              |       |
| Ret | 7  | Luigi Villoresi       | Ferrari                 | 65     | Eixos                    | 6               |       |
| Ret | 26 | Onofre Marimon        | Maserati                | 65     | Motor                    | 7               |       |
| Ret | 19 | Alan Brown            | Cooper - Bristol        | 56     | Sobreescalfament         | 21              |       |
| Ret | 2  | Peter Collins         | HWM - Alta              | 56     | Virolla                  | 23              |       |
| Ret | 4  | Jack Fairman          | HWM - Alta              | 54     | Embragatge               | 27              |       |
| Ret | 12 | Roy Salvadori         | Connaught - Lea-Francis | 50     | Rodes                    | 28              |       |
| Ret | 31 | Toulo de Graffenried  | Maserati                | 34     | Embragatge               | 26              |       |
| Ret | 1  | Lance Macklin         | HWM - Alta              | 31     | Embragatge               | 12              |       |
| Ret | 30 | Jean Behra            | Gordini                 | 30     | Bomba del combustible    | 22              |       |
| Ret | 15 | Ian Stewart           | Connaught - Lea-Francis | 24     | Encesa                   | 20              |       |
| Ret | 29 | Maurice Trintignant   | Gordini                 | 14     | Eix                      | 8               |       |
| Ret | 3  | Duncan Hamilton       | HWM - Alta              | 14     | Embragatge               | 17              |       |
| Ret | 28 | Harry Schell          | Gordini                 | 5      | Part elèctrica           | 9               |       |
| Ret | 11 | Kenneth McAlpine      | Connaught - Lea-Francis | 0      | Retirada                 | 13              |       |
| Ret | 22 | Tony Crook            | Cooper - Bristol        | 0      | Prob. amb el combustible | 25              |       |

## Altres
- Pole: Alberto Ascari 1' 48. 0

- Volta ràpida: Alberto Ascari i José Froilán González 1' 50. 0. Els dos van fer el mateix temps i per això van compartir el punt que es donava per la volta ràpida.